# Anelia Nuneva
Anelia Nuneva, née le 30 juin 1962, est une ancienne athlète bulgare. Courant la plupart du temps sur 100 m, elle était l'une des favorites pour une médaille aux Jeux olympiques d'été de 1988 mais termina huitième. Elle se représenta quatre ans plus tard finissant cette fois-ci à la sixième place. Ses plus grands succès furent ses médailles d'argent aux championnats d'Europe d'athlétisme de 1986 à Stuttgart et aux championnats du monde d'athlétisme en salle de 1987 à Indianapolis.

## Palmarès

### Jeux olympiques
- Jeux olympiques de 1988 à Séoul ( Corée du Sud)
  - 8e sur 100 m
- Jeux olympiques de 1992 à Barcelone ( Espagne)
  - 6e sur 100 m

### Championnats du monde d'athlétisme
- Championnats du monde d'athlétisme de 1983 à Helsinki ( Finlande)
  - 6e sur 200 m
- Championnats du monde d'athlétisme de 1987 à Rome ( Italie)
  - 6e sur 100 m

### Championnats du monde d'athlétisme en salle
- Championnats du monde d'athlétisme en salle de 1987 à Indianapolis ( États-Unis)
  -  Médaille d'argent sur 60 m

### Championnats d'Europe d'athlétisme
- Championnats d'Europe d'athlétisme de 1982 à Athènes ( Grèce)
  - 4e sur 100 m
  - 6e sur 200 m
- Championnats d'Europe d'athlétisme de 1986 à Stuttgart ( Allemagne de l'Ouest)
  -  Médaille d'argent sur 100 m
  -  Médaille d'argent en relais 4 × 100 m
- Championnats d'Europe d'athlétisme de 1994 à Helsinki ( Finlande)
  - 4e sur 100 m
  -  Médaille de bronze en relais 4 × 100 m

### Championnats d'Europe d'athlétisme en salle
- Championnats d'Europe d'athlétisme en salle de 1984 à Göteborg ( Suède)
  -  Médaille d'argent sur 60 m
- Championnats d'Europe d'athlétisme en salle de 1987 à Liévin ( France)
  -  Médaille d'argent sur 60 m
- Championnats d'Europe d'athlétisme en salle de 1992 à Gênes ( Italie)
  -  Médaille d'argent sur 60 m